# Ólafur F. Magnússon
Ólafur Friðrik Magnússon (født 3. august 1952 i Akureyri) er en islandsk læge og tidligere lokalpolitiker fra Det Liberale Parti, der var borgmester i Reykjavík fra 24. januar 2008 til 21. august 2008. 
Ólafur Friðrik tog medicinsk embedseksamen fra Islands Universitet i 1978 og afsluttede en speciallægeuddanelse i almen medicin i Sverige i 1984, hvorefter han nedsatte sig som praktiserende læge i Reykjavík.

## Politisk karriere
Ólafur Friðrik sad i Reykjavík byråd som suppleant for Selvstændighedspartiet 1990-98, hvorefter han blev fast byrådsmedlem efter valget i 1998. I 2001 brød han med partiet pga. sin modstand mod store industri- og anlægsprojekter, særlig i det østlige Island, og deres effekter på miljøet. I 2002 og 2006 blev han valgt til byrådet for F-Listen, der var en fællesliste for Det Liberale Parti og uafhængige borgerlige.
I 2007 indgik Olafur en aftale med Alliancen, Venstrepartiet – De Grønne og Fremskridtspartiet om at gøre Dagur B. Eggertsson fra Alliancen til ny borgmester, men efter 102 dage brød Ólafur aftalen og dannede en ny koalition med Selvstændighedspartiet, hvorefter han overtog posten som borgmester. Ifølge koalitionsaftalen mellem Ólafur og Selvstændighedspartiet skulle han træde tilbage i marts 2009, hvorefter en repræsentant fra Selvstændighedspartiet ville overtage borgmesterposten, mens Ólafur i stedet skulle være formand for byrådets forretningsudvalg. I august 2008 brød koalitionen imidlertid sammen, og 21.august afløste Hanna Birna Kristjánsdóttir fra Selvstændighedspartiet Ólafur som Reykjavíks borgmester. Op til kommunalvalget i 2010 dannede Ólafur en ny fællesliste ved navn H-listen, men den fik kun 1.1% af stemmerne, og han opnåede ikke genvalg.